# Acordo de Jeddah
O Acordo de Jeddah foi assinado de 3 a 4 de janeiro de 1987 em Jeddah, Arábia Saudita, por Aquilino Pimentel Jr., representando o Governo das Filipinas e Nur Misuari da Frente Moro de Libertação Nacional. Os dois painéis concordaram na continuação da discussão da proposta de concessão de plena autonomia a Mindanao, Basilan, Sulu, Tawi-Tawi e Palawan, sujeita a processos democráticos.
A Organização da Conferência Islâmica, chefiada pelo Secretário Geral Syed Sharifuddin Pirzada, facilitou o acordo. Outros membros do painel incluíram Agapito "Butz" Aquino, cunhado da então presidente Corazon Aquino, representando o governo filipino e Joseph B. Banghulot, representando a Frente Moro de Libertação Nacional.